# Kiszkowo
Kiszkowo (in tedesco Kiszkowen, dal 1875 Welnau) è un comune rurale polacco del distretto di Gniezno, nel voivodato della Grande Polonia.
Ricopre una superficie di 114,58 km² e nel 2004 contava 5 315 abitanti.

## Villaggi
Il comune comprende numerosi villaggi e insediamenti: Berkowo, Brudzewko, Charzewo, Dąbrówka Kościelna, Darmoszewo, Głębokie, Gniewkowo, Imiołki, Kamionek, Karczewko, Karczewo, Łagiewniki Kościelne, Łubowice, Łubowiczki, Myszki, Olekszyn, Rybieniec, Rybno, Skrzetuszewo, Sławno, Sroczyn, Turostówko, Turostowo, Ujazd, Węgorzewo e Wola Łagiewnicka.